# Roberto Guizasola
José Roberto Guizasola La Rosa, né à Lima au Pérou le 21 août 1984, est un footballeur péruvien évoluant en défense dans les années 2000 et 2010.
Surnommé Cucurucho, il est le neveu de Guillermo La Rosa, footballeur international péruvien des années 1970 et 1980.

## Biographie

### Carrière

#### En club
Formé à l'Alianza Lima, Roberto Guizasola y joue de façon récurrente dans les années 2000. Il remporte au sein de ce club trois championnats du Pérou en 2003, 2004 et 2006. Un autre club important dans sa carrière est le Juan Aurich de Chiclayo où il remporte son quatrième championnat personnel en 2011.   
Au niveau des compétitions internationales, il a l'occasion de jouer à cinq reprises la Copa Libertadores : en 2003 et 2015 avec l'Alianza Lima, 2008 avec le Cienciano del Cusco et 2010 et 2012 avec Juan Aurich (23 matchs en tout, un but inscrit).
Guizasola compte une expérience à l'étranger, lorsqu'il s'engage à Rosario Central en Argentine entre 2010 et 2011. Il met fin à sa carrière en jouant pour l'UTC de Cajamarca entre 2018 et 2019.

#### En sélection
International péruvien de 2008 à 2013, Roberto Guizasola joue à 11 reprises en équipe nationale sans marquer de but. Il dispute notamment les éliminatoires des Coupes du monde de 2010 (un match) et 2014 (trois matchs).

### Vie privée
Roberto Guizasola est à la tête d'une ONG dans le district de Puente Piedra, à Lima, appelée La Casa de Alejita.

## Palmarès
| Alianza Lima - Championnat du Pérou (4) : - Champion : 2003, 2004 et 2006. - Torneo del Inca (1) : - Vainqueur : 2014. |  | Juan Aurich - Championnat du Pérou (1) : - Champion : 2011. |